# Richard Sterne
Richard Sterne (Pretoria, 27 augustus 1981) is een professioneel golfer uit Zuid-Afrika.

## Amateur
Sterne werd in 1999 tweede op het Wereldkampioenschap Junioren.

### Gewonnen
- 1999: Zuid-Afrikaans Amateur Open Kampioenschap, South African Amateur Strokeplay Championship en Matchplay
- 2000: Southern Cross
- 2001: Z.A. Amateur Kampioenschap Strokeplay

## Professional
In 2001 werd Sterne professional. Hij speelde in 2002 op de Challenge Tour en promoveerde eind 2002 naar de Europese Tour. In 2004 kwam zijn eerste overwinning, het Madrid Open.
In 2007 bereikte hij met de 14de plaats zijn hoogste ranking op de Sunshine Tour Order of Merit. 
In december 2012 werd hij 7de bij het Alfred Dunhill Kampioenschap waarna hij in de top-100 van de Wereldranglijst kwam. 
Sterne woont 's winters in Pretoria en tijdens de periode dat hij op de Tour speelt in Manchester.

### Gewonnen

#### Sunshine Tour
- 2005: Nashua Masters
- 2007: Vodacom Championship
- 2008: Joburg Open, Alfred Dunhill Championship, South-African Open
- 2013: Joburg Open (-27)

#### Europese Tour
- 2004: Open de Madrid
- 2007: Celtic Manor Wales Open
- 2008: Joburg Open
- 2009: Alfred Dunhill Championship en South-African Open (beiden eind 2008 gespeeld)
- 2013: Joburg Open (-27)

### Teams
- World Cup: 2006, 2008, 2009